# Apollodoro di Damasco
Apollodoro di Damasco (Damasco, 50/60 – Roma, 130) è stato un architetto, ingegnere militare e scrittore romano.
Nonostante il nome greco, Apollodoro aveva origini nabatee.

## Biografia

### Al servizio di Traiano
Apollodoro fu un favorito di Traiano, per il quale costruì presso Drobeta il ponte di Traiano sul Danubio nella campagna del 104 in Dacia.
Progettò inoltre un gymnasium, le Terme di Traiano, l'Odeon di Domiziano, il Porto di Traiano a Porto, il Foro e la Colonna di Traiano a Roma.
Gli sono ancora attribuiti l'Arco di Traiano di Benevento, il molo del porto di Ancona e l'Arco di Traiano che su di esso sorge. È inoltre ritenuto l'architetto dell'ultimo rifacimento del Pantheon.
Il Foro di Traiano è probabilmente la sua opera più celebre e ambiziosa. Lo sviluppo demografico di Roma, che con ogni probabilità raggiunse il suo punto più alto in quegli anni, o subito dopo, imponeva un complesso monumentale più ampio e rappresentativo dei precedenti. Si dovette procedere al taglio di una parte del Quirinale e a un sofisticato lavoro di sistemazione urbanistica su più piani, che comprendeva anche le strutture dei cosiddetti Mercati di Traiano. La Colonna di Traiano è una felice invenzione: si tratta del primo monumento trionfale di questo genere e presenta rilievi di eccezionale qualità attribuiti, almeno per la concezione, a un "Maestro delle imprese di Traiano" che secondo alcuni sarebbe da identificare con l'architetto stesso.
Apollodoro scrisse anche un trattato sulle macchine d'assedio per la guerra (Πολιορκητικά), che dedicò a Traiano.

### La caduta in disgrazia sotto Adriano
Con l'ascesa di Adriano, Apollodoro, come raccontato da Cassio Dione, cadde in disgrazia per aver offeso il nuovo imperatore. Ciò sarebbe avvenuto già prima che Adriano diventasse imperatore, deridendone le opinioni architettoniche: mentre parlava di architettura con Traiano, Adriano lì presente l'aveva interrotto con alcune osservazioni, al che Apollodoro lo invitò ad andarsene aggiungendo: «tu di queste cose non capisci niente».
In ogni caso, è stata riscontrata nei manufatti edilizi di Roma nel primo periodo dell'impero di Adriano una comunanza di caratteristiche proprie dell'architettura traianea, il che farebbe presumere la continuazione dell'attività di Apollodoro sotto il nuovo imperatore, almeno per qualche tempo.
Eppure, la divergenza di vedute sarebbe riesplosa. Apollodoro trovò difetti sia sulla progettazione del Tempio di Venere e Roma, cui lo stesso imperatore aveva messo mano, sia sulle statue delle dee in esso contenute, troppo grandi rispetto alle celle in cui erano situate: «Se volessero alzarsi (dai troni) e andarsene, sarebbero impossibilitate a farlo». Adriano non la prese bene: lo esiliò e, dopo qualche tempo, lo fece uccidere.

## Opere principali

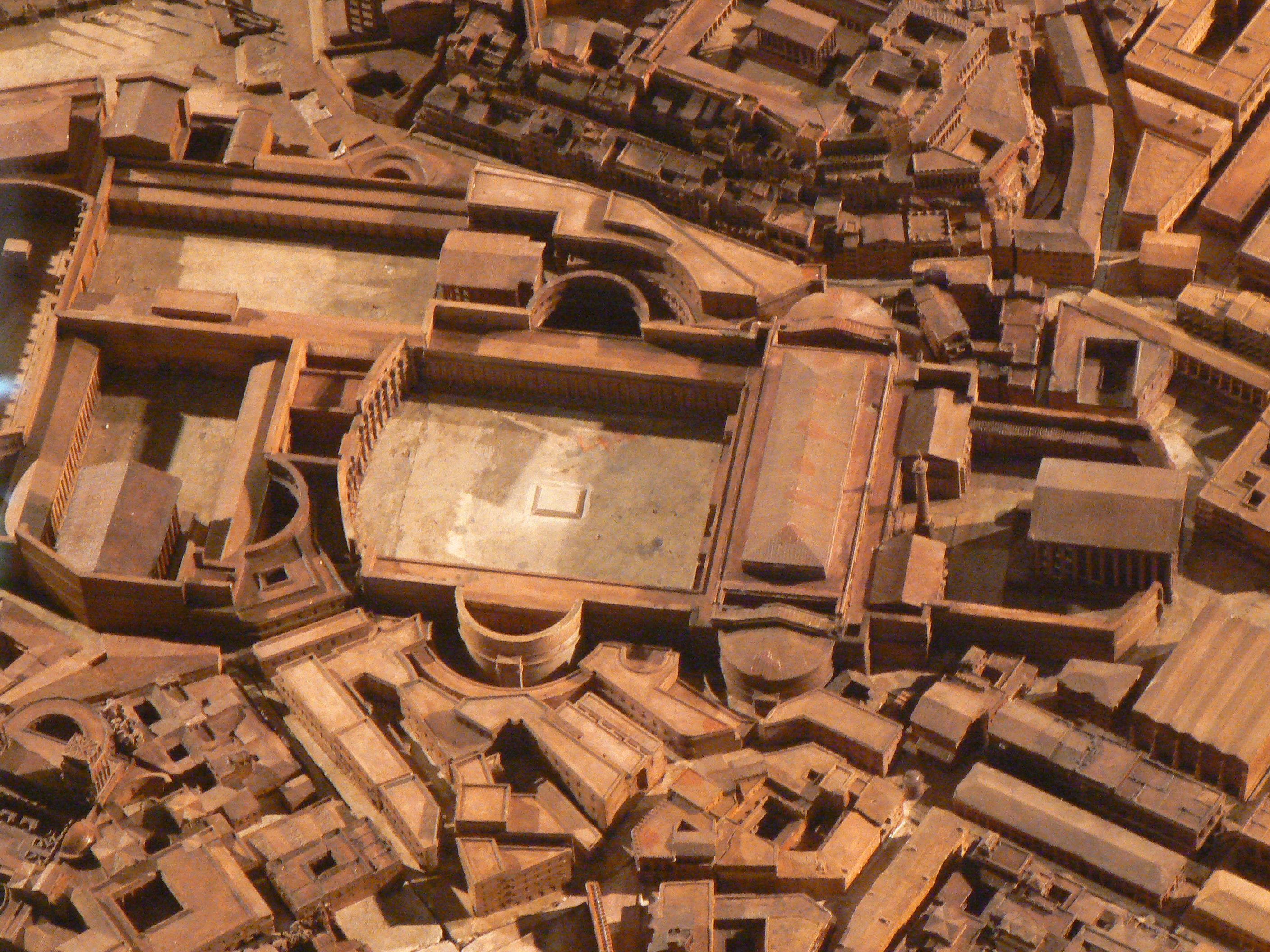
Foro di Traiano
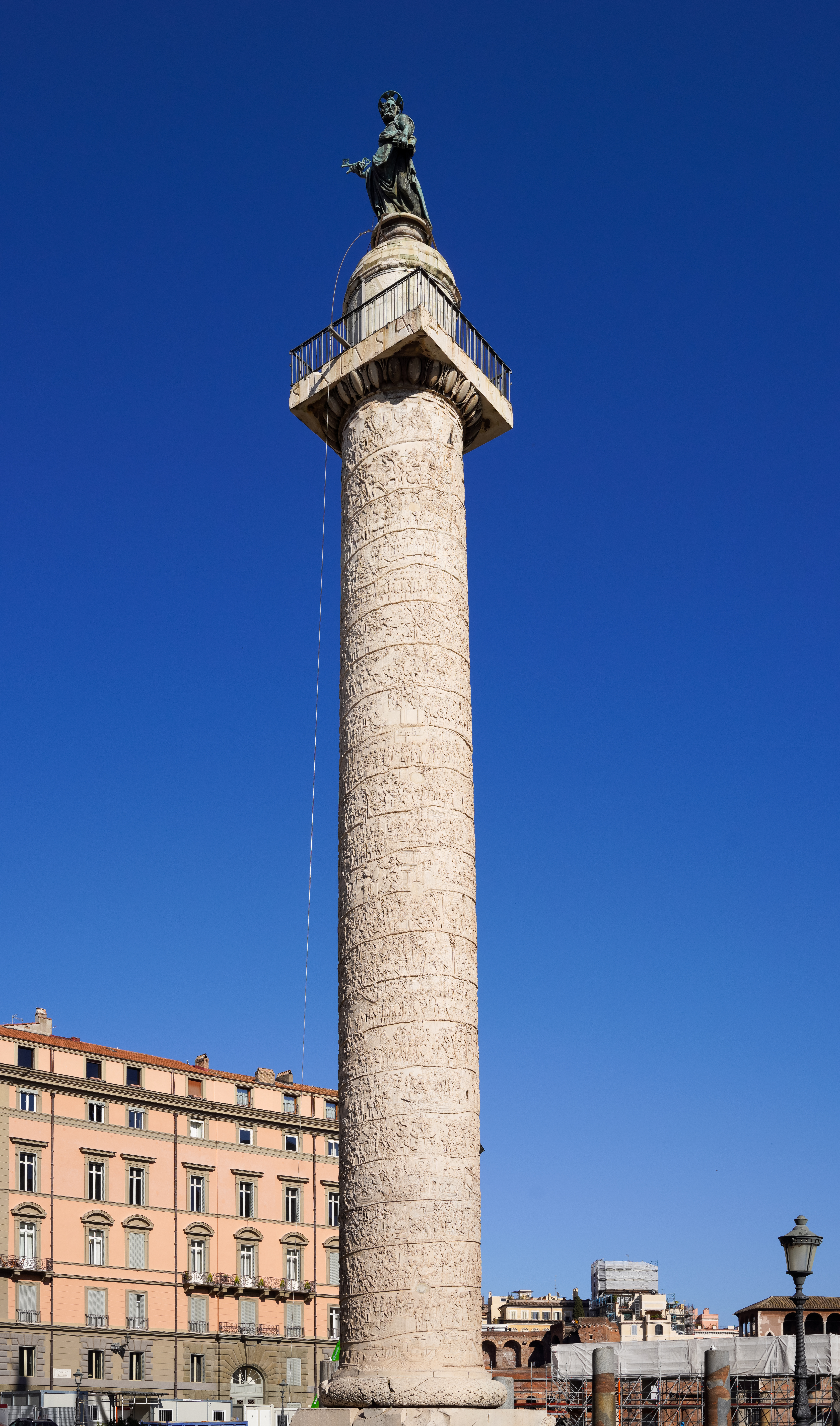
Colonna di Traiano
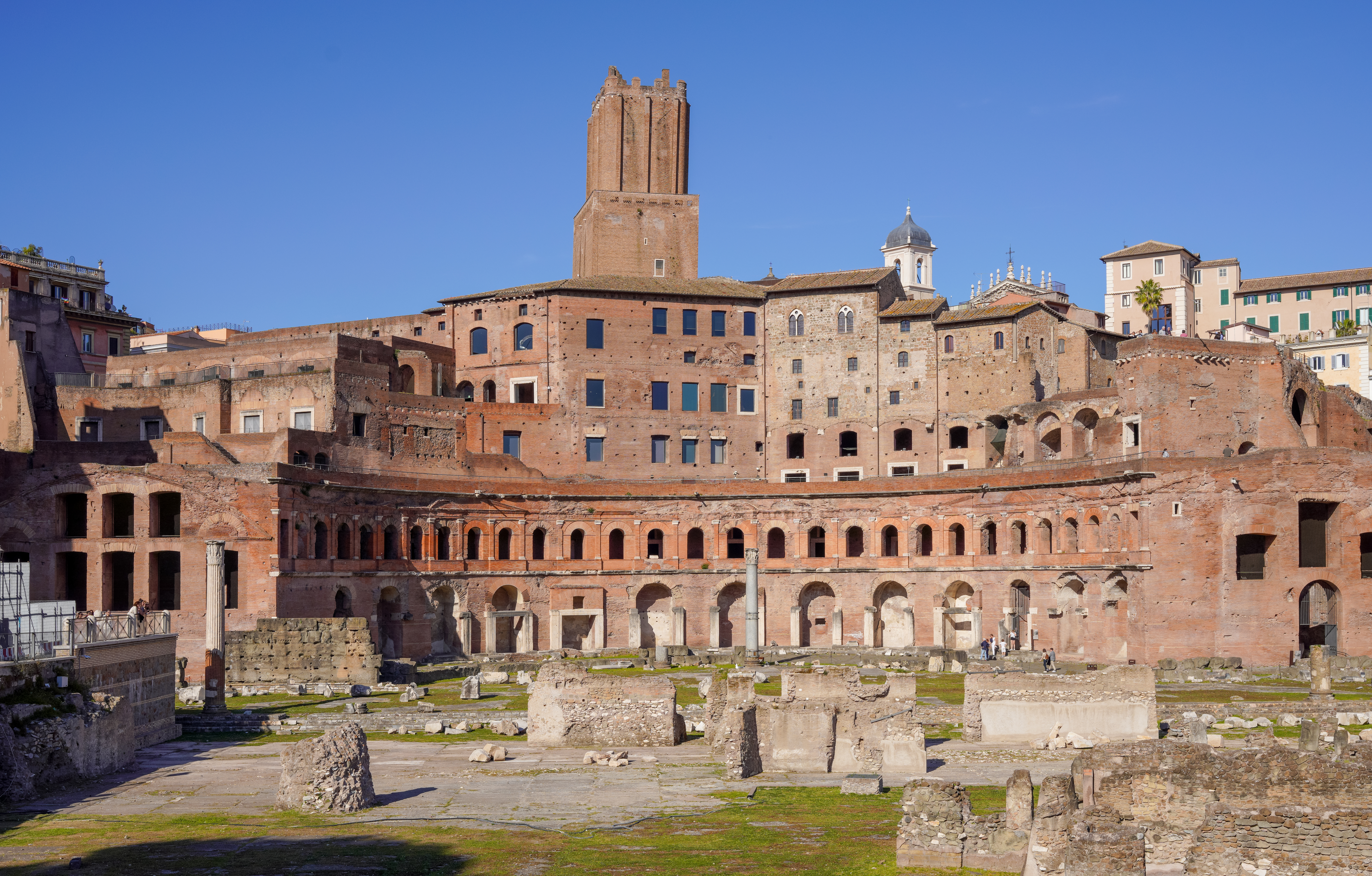
Mercati di Traiano
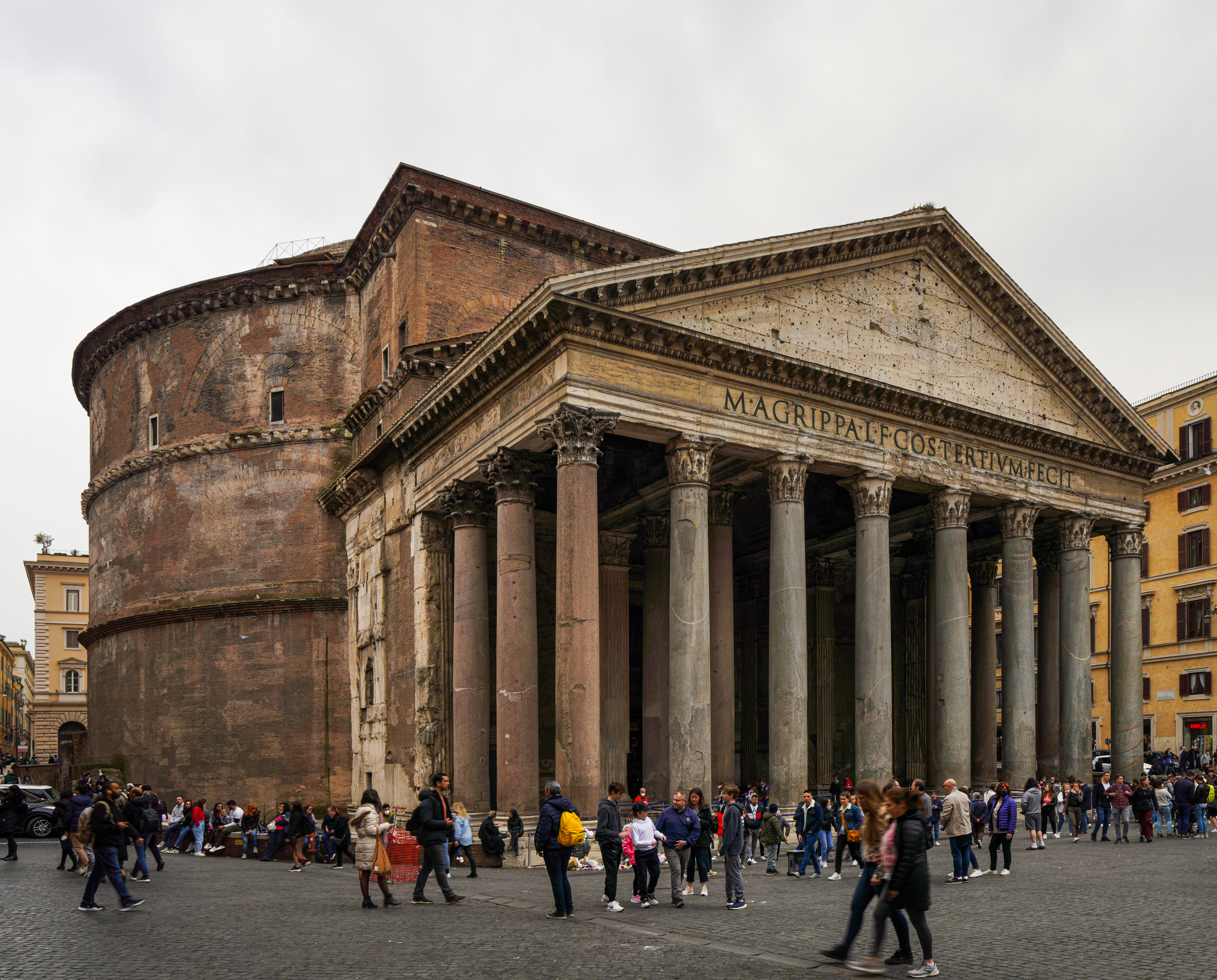
Il Pantheon adrianeo
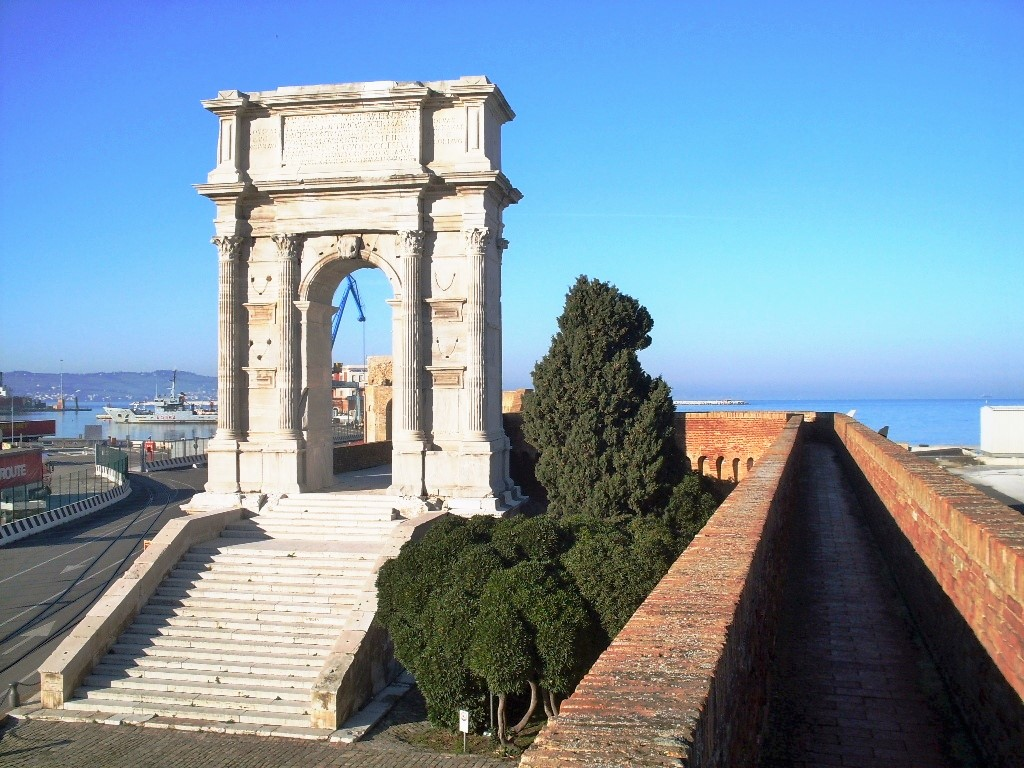
Arco di Traiano ad Ancona
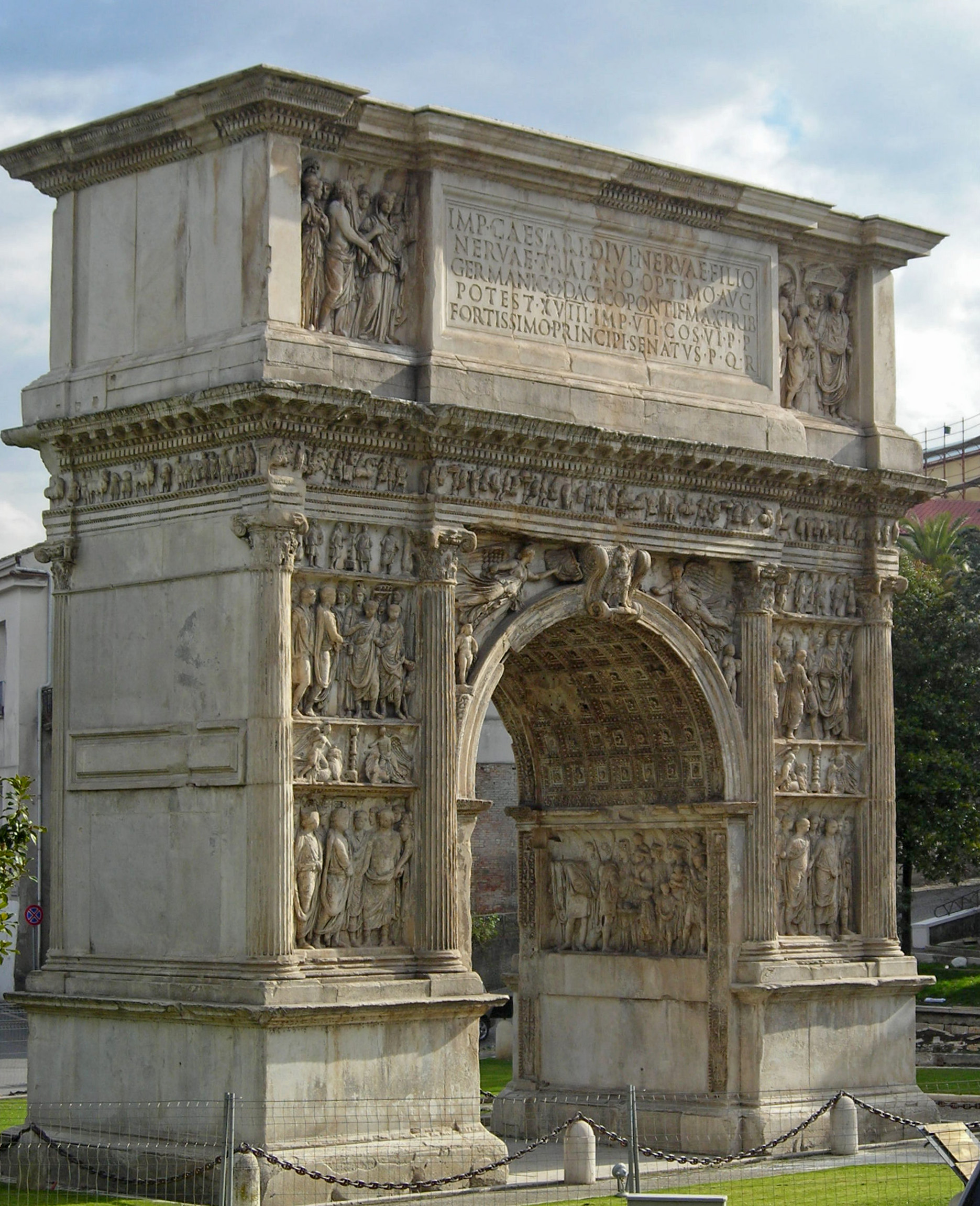
Arco di Traiano a Benevento
Ponte di Traiano sul Danubio durante la conquista della Dacia